# Draft d'espansione NBA 1974
Il draft d'espansione 1974 si è svolto il 20 maggio 1974, per la formazione dei New Orleans Jazz.

## Giocatori selezionati
| Giocatore      | Posizione           | Nazionalità | Squadra precedente      |
| -------------- | ------------------- | ----------- | ----------------------- |
| Dennis Awtrey  | centro              | Stati Uniti | Chicago Bulls           |
| Jim Barnett    | guardia/ala piccola | Stati Uniti | Golden State Warriors   |
| Walt Bellamy   | centro              | Stati Uniti | Atlanta Hawks           |
| John Block     | ala grande/centro   | Stati Uniti | Kansas City-Omaha Kings |
| Barry Clemens  | ala grande          | Stati Uniti | Cleveland Cavaliers     |
| E.C. Coleman   | ala grande          | Stati Uniti | Houston Rockets         |
| Lamar Green    | ala grande/centro   | Stati Uniti | Phoenix Suns            |
| Nate Hawthorne | guardia             | Stati Uniti | Los Angeles Lakers      |
| Ollie Johnson  | ala piccola         | Stati Uniti | Portland Trail Blazers  |
| Bob Kauffman   | ala grande/centro   | Stati Uniti | Buffalo Braves          |
| Toby Kimball   | ala grande/centro   | Stati Uniti | Philadelphia 76ers      |
| Steve Kuberski | ala grande/centro   | Stati Uniti | Boston Celtics          |
| Stu Lantz      | guardia             | Stati Uniti | Detroit Pistons         |
| Dean Meminger  | playmaker           | Stati Uniti | New York Knicks         |
| Louie Nelson   | guardia             | Stati Uniti | Washington Bullets      |
| Curtis Perry   | ala grande          | Stati Uniti | Milwaukee Bucks         |
| Bud Stallworth | guardia/ala piccola | Stati Uniti | Seattle SuperSonics     |